# SPR-2
 (septembre 2018).
Si vous disposez d'ouvrages ou d'articles de référence ou si vous connaissez des sites web de qualité traitant du thème abordé ici, merci de compléter l'article en donnant les références utiles à sa vérifiabilité et en les liant à la section « Notes et références ».
SPR-2 Rtout-B (en russe : СПР-2 Ртуть-Б, « Mercure-B ») est un dispositif de guerre électronique mobile russe introduit dans l'armée soviétique puis utilisé dans l'armée russe. Il a comme véhicule porteur le BTR-80 et pour sa version modernisée le MT-LB.

## Description
Le SPR-2 "Mercure-B" (indice GRAU - 1L29) est un poste de brouillage radioélectrique soviétique permettant de détecter des explosifs de munitions par radio. Initialement, il a été développé sur la base du véhicule blindé de transport de troupes BTR-70 du Gradient de l’institut russe de recherche puis la station a été transférée à un véhicule blindé BTR-80. Dans une telle configuration, la station a été adoptée en 1985 avec la dénomination SPR-2 "Mercure-B" et l'indice 1L29. Il a été produit à l'usine électromécanique Briansk.
Le 1L29 est un moyen de guerre électronique et est conçu pour réduire l’impact des éléments endommagés des obus d’artillerie sur les troupes amies et les véhicules blindés en influençant le mode de fonctionnement du fusible radio. Le SPR-2 est capable de faire exploser un projectile à une altitude sûre ou de transférer le mode de fonctionnement d'un détonateur radio dans un contact. Le lieu principal d'utilisation est constitué par les troupes du premier échelon, les postes de commandement, les lieux de concentration des troupes et les lanceurs. Aussi, le 1L29 peut être utilisé pour couvrir des objets mobiles dans les passages à niveau.
Le changement du travail du dispositif explosif du projectile est réalisé en utilisant un récepteur spécial qui détermine la fréquence porteuse du fusible et reproduit les signaux nécessaires pour faire exploser les munitions. Le temps de détermination de la fréquence est de plusieurs microsecondes, et la formation du signal de réponse est de plusieurs millisecondes, tandis qu'une interférence quasi continue se forme, même sur des fusées dotées de canaux de protection spéciaux contre les interférences radio. La probabilité d'une exposition réussie est d'au moins 80 %.
Le travail du complexe1L29 est effectué en mode automatique, à la fois en mouvement et avec une place. Au total, trois modes de fonctionnement sont fournis : automatique, mode reconnaissance (pas d’interférence dans ce mode), informationnel (dans ce mode, la machine collecte des informations sur les fréquences auxquelles les signaux sont reçus).

## Évolution
SPR-2M "Mercure-BM" - modernisation moderne du SPR-2 avec l'utilisation de nouveaux équipements (les premières informations sur le complexe sont apparues en novembre 2013) sur le châssis de MT-LB . Augmentation de la fiabilité du système et extension des fonctionnalités. La fonction de suppression des liaisons radio sur les fréquences VHF a été ajoutée. 

## Opérateurs
- Union soviétique
- Russie - plus de 10 complexes SPR-2M livrés en 2013, en plus des livraisons de plus de 20 complexes sont prévues

Dans les conditions d'application pratique de 1L29, "Mercure-B" peut supprimer efficacement l'action de la plupart des munitions disponibles dans les armements, à la fois lors de tirs de volée et lors de tirs fugitifs. En outre, la station a une capacité de survie élevée en raison de son positionnement sur un châssis blindé à blindage élevé, tandis que la machine est capable de maintenir ses capacités de combat même dans des conditions de contre-mesures électroniques contre les unités ennemies. 